# Autodromo nazionale Franco di Suni

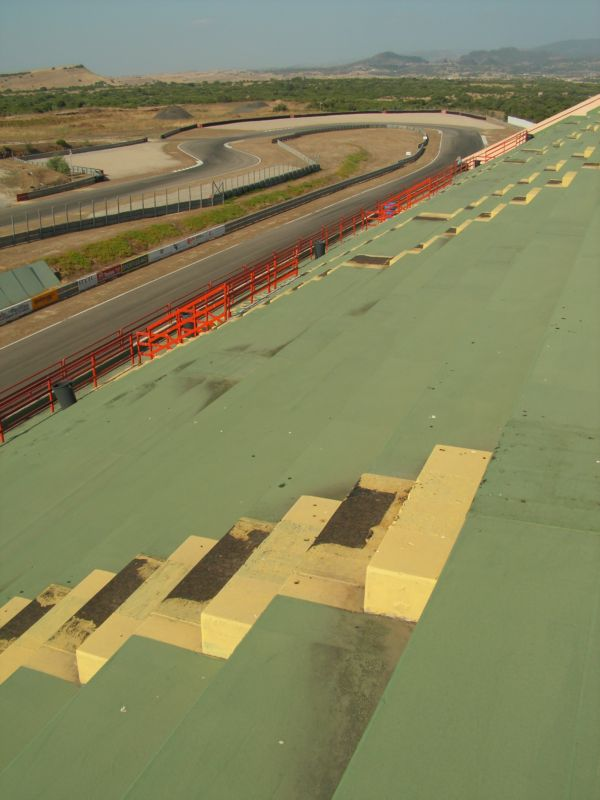
Tribune del tracciato.

L'autodromo nazionale Franco di Suni – noto anche come autodromo Mores o autodromo Sardegna – è il primo ed unico impianto presente in Sardegna, in grado di ospitare gare automobilistiche e motociclistiche, in conformità con le norme tecniche e sportive emanate dalle federazioni garanti delle varie discipline, ossia FIA, CSAI ed FMI.
È dedicato al marchese Franco di Suni, che per molti anni è stato presidente dell'Automobile Club di Sassari, ed ha contribuito in modo rilevante, allo sviluppo dell'automobilismo sportivo sardo, fondando ad esempio la cronoscalata Alghero-Scala Piccada nel 1955.
È uno dei più recenti tra gli autodromi italiani, essendo stato inaugurato il 15 marzo 2003, dopo tre anni di lavori, iniziati il 15 luglio del 2000.

## Ubicazione
L'impianto è sito vicino al paese di Mores, in provincia di Sassari, più precisamente nella cosiddetta località Su Sassu.
In questa maniera è posto a circa metà strada tra l'aeroporto Riviera del Corallo di Alghero-Fertilia, e quello Costa Smeralda di Olbia, nonché relativamente vicino e dunque facilmente raggiungibile dal porto di Porto Torres, importante scalo commerciale, industriale e turistico, non solo della Sardegna settentrionale ma di tutta l'isola.

## Ideazione e inserimento nel contesto sardo
Nato dall'idea dell'imprenditore e pilota automobilistico sardo, Uccio Magliona, è stato progettato dall'ingegner Pier Luigi De Biasio, altro appassionato di motori, e realizzato dall'impresa edile di Uccio Magliona.
Ha contribuito alla progettazione e realizzazione, anche Omar Magliona, figlio di Uccio, ed anch'egli pilota automobilistico.
Nonostante la famiglia Magliona, si sia distinta particolarmente nell'ambito delle cronoscalate, anche a livello europeo, con la gestione di prototipi, ha focalizzato l'attenzione su un circuito permanente, destinato per lo più alle gare di velocità su pista.
Oltre alla passione degli imprenditori, il circuito è dovuto anche all'attenzione che gli stessi, hanno voluto regalare al proprio territorio, in quanto gli sport motoristici non hanno mai preso piede in maniera forte, nell'isola.
Da una parte per via della condizione geografica, che tende a lasciarla un po' in disparte rispetto al resto della Nazione e dell'Europa, un po' perché non essendo mai stata una regione particolarmente ricca, nonché basata essenzialmente su attività come agricoltura e pastorizia, ha risentito molto degli elevati costi da sostenere, per portare avanti un'attività quale quella di pilota automobilistico e motociclistico.
Il circuito pertanto, assume un'importanza notevole nella storia e nella cultura sarda, dando vita ad una nuova epoca nonché a focalizzare l'attenzione anche a livello internazionale sull'isola.
Il tutto infatti si inserisce in un particolare contesto, di cui fa parte il campionato del Mondo Rally, che da alcuni anni ormai fa tappa in Sardegna, con prove molto impegnative, quali quelle previste dai luoghi della Costa Smeralda.
Il circuito di Mores dunque, ha dato l'input per una nuova valorizzazione dell'isola, con l'organizzazione di eventi internazionali legati ai motori, ma che al tempo stesso ben si inseriscono nell'ambiente e nelle tradizioni sarde, poiché ogni manifestazione, viene accompagnata da mostre tematiche che illustrano la vita e le tradizioni sarde, dove è possibile vivere l'isola per ciò che è, ossia non solo mare e spiagge, ma anche paesaggi interni perlopiù incontaminati, con la possibilità di acquistare e utilizzare oggetti tipici del luogo, nonché assaggiare i cibi e le bevande locali.

## Natura della pista
Per quanto riguarda la parte tecnica, il circuito è caratterizzato da carreggiate abbastanza ampie, poiché è largo da un minimo di 12 metri a un massimo di 14.
Tuttavia non è molto lungo, tant'è che non arriva ai due chilometri, bensì a 1650 metri, nonostante siano in corso, anche se a fasi alterne, lavori di ampliamento che prevedono una lunghezza complessiva minima di 3000 metri.
Il senso di marcia è antiorario, ed è munito di nove curve, di cui quattro a destra e cinque a sinistra.
Il nastro d'asfalto è contornato per tutta la sua lunghezza da ambo i lati, da banchine in erba, mentre le vie di fuga sono tutte cosparse di ghiaia.
Al termine delle stesse, sono presenti diverse barriere composte da pneumatici, che servono ad assorbire eventuali urti coi guardrail.
Può ospitare in tutto ventiquattro motociclette e venti automobili.